# Templo de Apolo (Rodas)
El Templo de Apolo fue un antiguo templo griego dedicado a Apolo Pitio en la ciudad de Rodas, en la isla del mismo nombre (la actual Rodas) en Grecia. Sus ruinas se encuentran en la zona arqueológica de la acrópolis de la ciudad, en el lado occidental de la actual ciudad de Rodas.

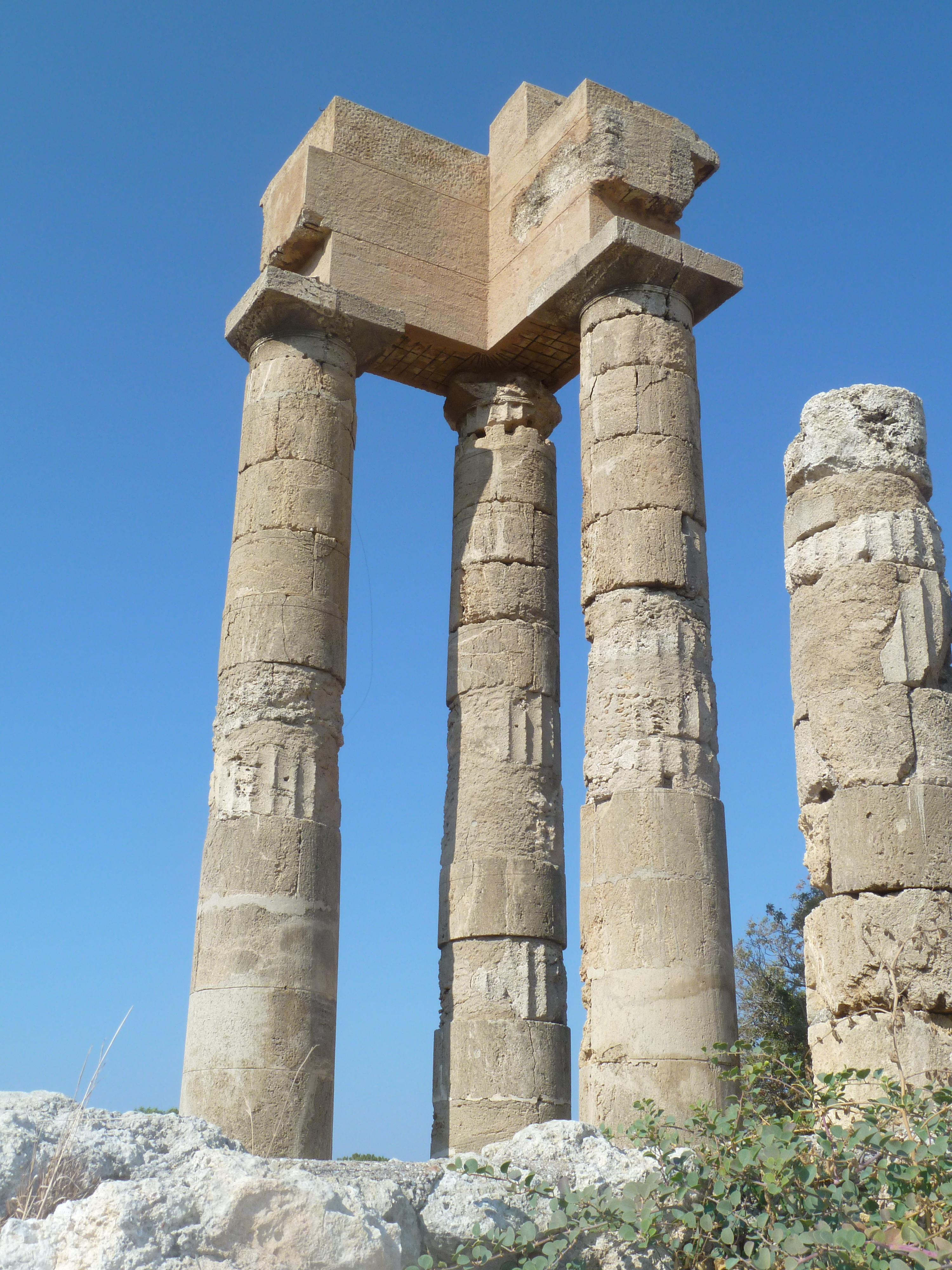
Columnas restauradas del templo.

Se construyó en el período helenístico, hacia el año 100 a. C. Estaba situado en lo alto de la acrópolis  o ciudad alta de la ciudad, sobre una colina, hoy conocida como Monte Smith. Su orientación habitual era este-oeste. Se trataba de un templo períptero, es decir, rodeado de columnas, y era de estilo dórico.
El templo fue excavado y restaurado por arqueólogos italianos durante la ocupación italiana del Dodecaneso entre 1912 y 1945, y hoy cuenta con tres columnas y parte del arquitrabe y una cuarta columna. En el lado este del templo se encuentra su gran muro de contención, desde el que grandes escalones conducen al templo.